# Blood (песня In This Moment)
«Blood» — песня американской группы In This Moment, выпущена 12 июня 2012 года как первый сингл из четвёртого альбома Blood.

## Список композиций
1. Blood — 3:27

## О песне
«Blood» стала одной из первых двух песен из грядущего альбома. Написана участниками группами — Марией Бринк и Крисом Хоувортом, а также давним продюсером группы — Кевином Чурко, и его сыном — Кейном. Песня показывает интенсивный вокал, тяжёлые гитары и элементы электроники, которые придали группе новое звучание. Песня стала премьерой на фестивале Soundwave 2 марта 2012 года. 12 июня 2012 года сингл стал доступен в цифровых магазинах.

## Клип
Режиссёром клипа является Роберт Джон Клэй. 1-минутный тизер был опубликован на Facebook 26 июня 2012 года, в то время как на Loudwire премьера состоялась 10 июля. Видео показывает тему Белоснежки с поющей Марией Бринк, которая сидит на троне в окружении женщин, одетых в белые маски. Каждый персонаж в клипе представляет собой различные эмоции. «Видео показывает разные мои стороны. Уязвимые, страшные стороны. Борьба за право побеждает все стороны. Настоящая женская сторона — Афродита.»

## Коммерческий успех
Сингл достиг #9 позиции в чартах  Billboard Mainstream Rock и Active Rock и #37 на Rock Songs. Спенсер Кауфман из Loudwire прокомментировал песню как «страстную композицию с музыкой и лирикой».
«Blood» также стал самым продаваемым синглом в истории лейбла Century Media.

## Позиции в чартах
| Чарт (2012)                       | Позиция |
| --------------------------------- | ------- |
| US Rock Songs (Billboard)         | 37      |
| US Mainstream Rock (Billboard)    | 9       |
| US Active Rock (Billboard)        | 9       |
| US Rock Airplay (Billboard)       | 26      |
| US Rock Digital Songs (Billboard) | 49      |